# Větrný mlýn (Františkův vrch)
Větrný mlýn holandského typu se nachází ve Františkově Vrchu, 0,5 km jihovýchodně od obce Huntířov, při cestě do Brložce. Byl zapsán do Ústředního seznamu kulturních památek ČR před rokem 1988.

## Historie
Zděný větrný mlýn byl postaven v roce 1876 na místě původního dřevěného, o kterém je první zmínka v roce 1843 (záznam ve stabilním katastru). V šedesátých letech 20. století byl mlýn zastřešen sedlovou střechou a využíván jako seník. V období let 2000–2001 byl rekonstruován novým majitelem k obytným účelům.

## Popis
Větrný mlýn je třípodlažní kuželová omítaná zděná stavba holandského typu postavena z lomového kamene na kruhovém půdorysu. Věž je vysoká dvanáct metrů, vnější průměr má devět a půl metru. Ve zdech jsou prolomeny dva pravoúhlé portály s pískovcovým ostěním a čtyři okenní osy s cihlovým rámováním. Měl čtyř lopatkové kolo. Původní kuželová šindelová střecha byla pokryta plechem. Z vnitřního vybavení se dochovaly dva mlýnské kameny.